# Ja’akow Aszer
Ja’akow Aszer (hebr.: יעקב אשר, ang.: Ya'akov Asher, Yakov Asher, ur. 2 lipca 1965 w Ramat Ganie) – izraelski rabin, samorządowiec i polityk, w latach 2013–2015 oraz od 2016 poseł do Knesetu.

## Życiorys
Urodził się 2 lipca 1965 w Ramat Ganie.
Służbę wojskową zakończył w stopniu szeregowego. Ukończył jesziwę Miszkan Ja’akow w Hajfie oraz jesziwę Grodno w Aszdod. Uzyskał smichę rabinacką.
Był zastępcą burmistrza Elad, a następnie zastępcą burmistrza i burmistrzem Bene Berak. W polityce związał się z ultraortodoksyjnym ugrupowaniem Sztandar Tory. W wyborach w 2013 został wybrany posłem z listy Zjednoczonego Judaizmu Tory, czyli koalicji jego macierzystej partii i Agudat Israel. W dziewiętnastym Knesecie przewodniczył komisji ds. nadzoru nad wdrażaniem zwiększenia konkurencji w prawie przemysłu spożywczego. Zasiadał w komisjach spraw gospodarczych oraz edukacji, kultury i sportu. W 2015 utracił miejsce w parlamencie, jednak w skład dwudziestego Knesetu wszedł 23 maja 2016 w miejsce Me’ira Porusza. Przewodniczył podkomisji ds. bezpieczeństwa drogowego i zasiadał w komisjach spraw gospodarczych oraz spraw wewnętrznych i środowiska.  9 stycznia 2019 doszło do rozłamu w Zjednoczonym Judaizmie Tory. Aszer, Mosze Gafni i Uri Maklew utworzyli frakcję Sztandary Tory. W wyborach w kwietniu 2019 obie partie ortodoksyjne ponownie utworzyły sojusz, a Aszer uzyskał reelekcję.